# Placetas
Placetas ist eine kubanische Stadt und Municipio in der Provinz Villa Clara. Sie ist auch unter dem Namen La Villa de los Laureles (Die Stadt der Lorbeeren) aufgrund der Anwesenheit von Lorbeerbäumen in verschiedenen Teilen der Stadt bekannt. Placetas liegt im Zentrum Kubas, in der Nähe der Stadt Santa Clara. Die Stadt ist ein wichtiger Eisenbahnknotenpunkt und liegt an der Carretera Central.

## Geographie
Placetas liegt im relativen geographischen Zentrum Kubas, im Südwesten befindet sich Santa Clara. Mit seiner Fläche von 600,59 km² liegt die Stadt an sechster Stelle unter den 13 Municipios der Provinz.
Die Böden in Placetas sind aus vulkanischem Sedimentgestein. In der Nähe der Stadt wurden mehrere Höhlen gefunden. Die höchste Erhebung in der Umgebung sind die Hügel von Güiros mit einer Höhe von 457,2 m.
Durch die Außenbereiche der Stadt fließt der Río Zaza.

## Klima
Das Klima umfasst die allgemeinen Merkmale des tropischen Gürtels auf dem kubanischen Archipel, allerdings mit lokalen Einflüssen durch die Entfernung zur Küste und die Höhe. Durch die Höhe von etwa 200 Metern beträgt die relative Luftfeuchte im Durchschnitt 78 % im April und Mai. Im Oktober werden Werte von 87 % erreicht. Die durchschnittliche Lufttemperatur liegt bei 19,4 °C. Das Bioklima ist ziemlich trocken, mit 3 bis 4 Monaten Trockenheit im Jahr.

## Bevölkerung
Die Gemeinde Placetas stellt 8,8 % der Gesamtbevölkerung der Provinz und ist ihre drittgrößte Gemeinde. 19,2 % der Bevölkerung ist über 60 Jahre alt, 78,6 % ist im Erwachsenenalter. 50,1 % der Bevölkerung ist männlich, 49,9 % ist weiblich. 77 % der Bevölkerung von Placetas leben in urbanen Verhältnissen.
Mit einer Bevölkerungsdichte von 118,6 Einwohner pro km² ist Placetas eine der am dichtesten besiedelten Gemeinden von Santa Clara, nach Caibarién.

## Geschichte
Die ersten Informationen über Placetas reichen bis ins späte 17. Jahrhundert zurück. Auf dem Gebiet des heutigen Placetas hat bereits damals eine Kirche bestanden, die im Jahre 1804 zu einem Ort namens Guaracabulla wurde. Im Jahr 1815 wurde ein Friedhof errichtet, 1842 bestanden bereits zwei Wirtshäuser und über 70 Menschen lebten dort.
Infolge des kubanischen Unabhängigkeitskrieges 1868 wurde das Dorf Guaracabulla niedergebrannt und die Menschen zogen ins nahe gelegene Las Placetas, wo sich auch eine Festung befand. In den darauffolgenden Jahrzehnten wuchs die Infrastruktur und schließlich wurde Placetas im Jahr 1879 eine eigene Gemeinde, 1881 eine Kleinstadt und 1925 eine Stadt.
Im Jahr 1958 lebten in Placetas etwa 30.000 Menschen.

## Politik
Placetas gliedert sich in 15 Stadträte:
- Consejo Popular Pujol-Los Chinos
- Consejo Popular Plazoleta-Las Minas
- Consejo Popular Frigorífico Cumbre
- Consejo Popular Vigía-Copey
- Consejo Popular Miller
- Consejo Popular Falcón
- Consejo Popular Guaracabulla
- Consejo Popular Báez
- Consejo Popular Nazareno
- Consejo Popular Benito Juárez
- Consejo Popular Hermanos  Ameijeiras
- Consejo Popular Carbó Serviá
- Consejo Popular Falero - Sabanilla
- Consejo Popular Manzanares (Placetas)
- Consejo Popular Suazo (Placetas)

## Wirtschaft
Die Wirtschaft Placetas ist traditionell durch die Zuckerproduktion geprägt. Außerdem wird in der Stadt Schnupftabak produziert. In Placetas gibt es eine Fabrik für Baumaterialien, in der Fliesen, Blöcke und Ton hergestellt werden. Des Weiteren existiert ein Dienstleistungssektor, bestehend aus Wäschereien, Friseurbetrieben, Barbieren, Fotografen und Reinigungskräften.
Auch eine Milchfabrik besteht seit 1895 in Placetas, welche sich heute auf die Produktion von Milch und Milchprodukten wie Joghurt, Müsli, Eis, Käse, Sahne spezialisiert hat.
Seit Mitte der 1990er Jahre gibt es die Schweißanlage Carilles in Placetas, welche für die Instandhaltung des Schienennetzes zuständig ist und auch über Einrichtungen zur Ultraschallkontrolle von Bruchstellen verfügt.

## Infrastruktur

### Bildung
Die erste Schule wurde 1871 gegründet und war eine private Jungenschule. Im Jahr 1893 hatte Placetas zwei Schulen für Jungen und eine für Mädchen. Die Alphabetisierungskampagne wurde in Placetas bereits 1961 abgeschlossen.
Heute gibt es in Placetas in jedem Klassenzimmer Fernseher und Computer. Die kleinsten Schulen im ländlichen Umfeld der Stadt verfügen über eigene Solarzellen zur autonomen Energieversorgung.
Die Vermittlung von richtiger Ernährung gehören ebenso zur Aufgabe der Schulen wie eine freie Schulspeisung.
Alle Klassenräume der Schulen haben Platz für bis zu 20 Schüler und verfügen über kleine Schulbibliotheken mit Wörterbüchern, Nachschlagewerken.

### Kultur
Seit Ende des 19. Jahrhunderts werden in Placetas Zeitungen herausgegeben, seit 1894 gibt es eine Hochschule für Musik. Am 20. Mai 1937 wurde die kommunale Bibliothek Mimí Fortún eröffnet. In den Monaten Februar–April fand traditionell der Karneval statt, der heute, wie auch in Santiago de Cuba, im Juli zelebriert wird.
Am 23. Dezember 1981 wurde das städtische Museum eröffnet, es befindet sich heute auf der 1ra del norte zwischen Paseo Martí und 1ra del Oeste.
In Placetas gibt es ein Kulturhaus, das gemeinsam mit Schulen und anderen kulturellen Schaffenszentren der Förderung von Musik, bildender Kunst und Literatur dient.
In Placetas gibt es heute sechs öffentliche Bibliotheken:
- Stadtbibliothek „Mimí Fortún“
- Nebenstelle "Liberación" CAI Hnos Ameijeiras" (Granja)
- Nebenstelle „Gerardo Abreu“ (Fontán) Báez
- Nebenstelle „Julio Pino Machado“ Falcón
- Nebenstelle „Jesús Suárez Gayol“ CAI Benito Juárez
- Nebenstelle „Carbó Serviá“ (Granja)

### Gesundheitswesen
1959 gab es in Placetas etwa 11 oder 12 medizinische Zentren. Heute existieren zusätzlich eine Poliklinik und mehrere Apotheken in der Stadt.

## Söhne und Töchter der Stadt
- Miguel Díaz-Canel (* 1960), Kubas Präsident seit 2018
- Emilio Mola (1887–1937), General in Spanien